# (2717) Tellervo
(2717) Tellervo ist ein Asteroid des Hauptgürtels, den die finnischen Astronomin Liisi Oterma am 29. November 1940 in Turku entdeckte.
Der Name des Asteroiden ist von der Göttin Tellervo aus der finnischen Mythologie abgeleitet.